# Robert Fonda
Robert Fonda, informatik in rodoslovec, * 12. januar 1963, Ljubljana.
Predšolsko obdobje je preživel pri očetovih sorodnikih v Lokvi na Krasu. V Ljubljani je obiskoval osnovno šolo Hinka Smrekarja v Šiški in gimnazijo v Šentvidu pri Ljubljani. V dijaških letih se je intenzivno posvečal astronomiji. Od leta 1979 je bil član Astronomskega društva Javornik in zadnji dve leti šolanja na gimnaziji 1980/1 vodil tamkajšnji astronomski krožek. Po maturi leta 1981 in letu vojaščine v Srbiji, ki jo je kot vezist - teleprinterist odslužil v Gornjem Milanovcu in Beogradu, je vpisal študij na Fakulteti za naravoslovje in tehnologijo - smer uporabna matematika in se po diplomi leta 1987 zaposlil kot računalniški programer v še nastajajočem računalniško-informacijskem oddelku tovarne Litostroj. Sprva kot programer in pozneje kot skrbnik računalniškega omrežja več poslovalnic je delo informatika nadaljeval tudi v trgovski verigi podjetja NAMA. Je tudi pobudnik, avtor in urednik (1998-2003) prve uradne spletne strani tega podjetja za potrebe pospeševanja prodaje.

## Rodoslovje
Sredi devetdesetih let je bil med prvimi v samostojni Sloveniji, ki so se začeli intenzivneje ukvarjati z rodoslovjem. Svoje rodoslovno delo je začel z raziskavo bližnjega sorodstva v Lokvi na Krasu in Sovodnju v Poljanski dolini, od koder izvirata njegova starša, ter ga sčasoma v obeh krajih razširil na vse družine. Pozneje je svoje rodoslovne raziskave razširil še na sosednje župnije in sistematično raziskal ter rodoslovno obdelal predvsem širše območje Krasa. Nastala je Rodoslovna zbirka Kraševci, ki sodi med najobsežnejše sistematično raziskane in rodoslovno obdelane zbirke na Slovenskem. Posebna pozornost v zbirki je namenjena tudi rodovnikom številnih posameznikov, ki so izstopali oziroma tako ali drugače oblikovali zgodovino teh krajev. Od leta 2000 do 2019 je bil član, od leta 2013 šest let tudi podpredsednik, Slovenskega rodoslovnega društva (SRD). S svojimi raziskavami, objavljenimi članki..., javnimi nastopi na TV in priložnostnimi predavanji na terenu je bistveno prispeval k promociji in zanimanju za rodoslovje na Primorskem....